# IC 2477
IC 2480 = IC 2477? ist eine linsenförmige Galaxie vom Hubble-Typ S0 im Sternbild Löwe an der Ekliptik, die schätzungsweise 357 Mio. Lichtjahre von der Milchstraße entfernt ist. Die Identifikation von IC 2477 ist jedoch nicht sicher.
Das Objekt wurde am 14. April 1896 von Stéphane Javelle entdeckt.